# Karl Heinrich Venturini

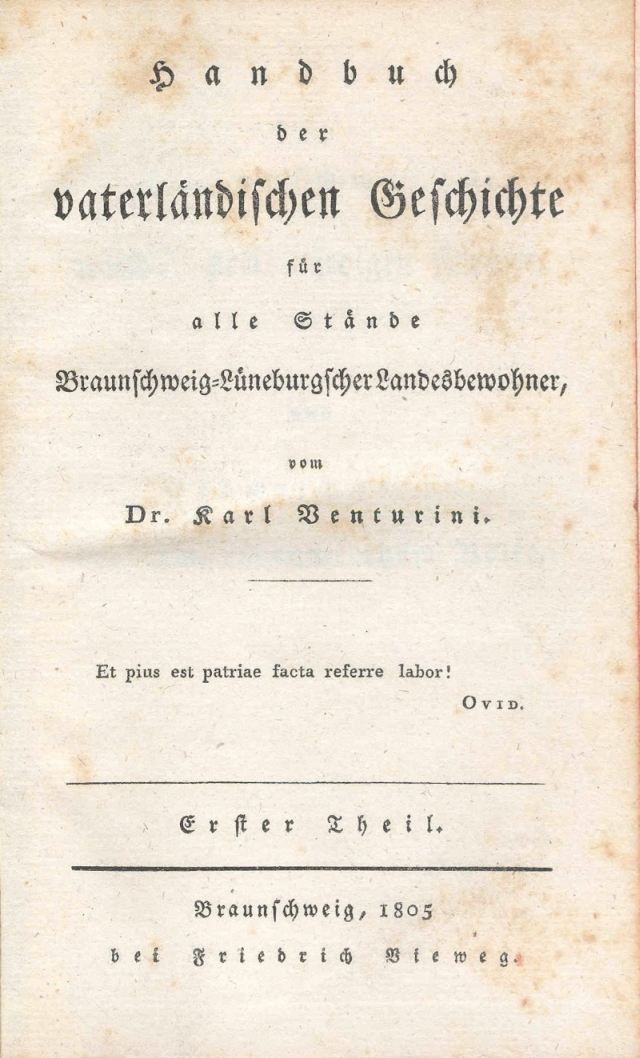
Handbuch der vaterländischen Geschichte für alle Stände Braunschweig-Lüneburgscher Landesbewohner

Karl Heinrich Georg Venturini (Leonberg, 30 gennaio 1768 – Schöppenstedt, 25 maggio 1849) è stato un teologo tedesco.

## Biografia
Figlio di un musicista di origini italiane, Karl Venturini si iscrisse in teologia a Helmstedt nel 1788 e completò gli studi nel 1793. Nel 1794 divenne lettore all'Università di Helmstedt. Nonostante la sua vita irreprensibile, le sue idee liberali in fatto di teologia gli impedirono di diventare docente in quell'università, così accettò un posto di insegnante a Copenaghen, dove lavorò dal 1797 al 1799. Tornato in Germania, si guadagnò da vivere scrivendo opere letterarie e storiche.
Nel 1807 fu nominato pastore a Hordorf, un villaggio vicino Cremlingen. Durante il periodo trascorso a Hordorf, scrisse diverse opere di carattere teologico e storico.
Ritiratosi dall'incarico di pastore nel 1844, si trasferì a Schöppenstedt, dove continuò per qualche tempo la sua attività di studioso.

## Pensiero
Venturini aderì al razionalismo religioso inaugurato da Hermann Samuel Reimarus, con particolare attenzione alla ricerca del Gesù storico. In particolare, Venturini sostenne che Gesù apparteneva al movimento religioso degli Esseni e spiegò la sua risurrezione con un caso di morte apparente.